# Eugen Klee
Eugen Klee (* 24. Dezember 1887 in Cochem; † 19. Dezember 1956 in Bonn) war ein deutscher Botschafter und Landrat.

## Leben

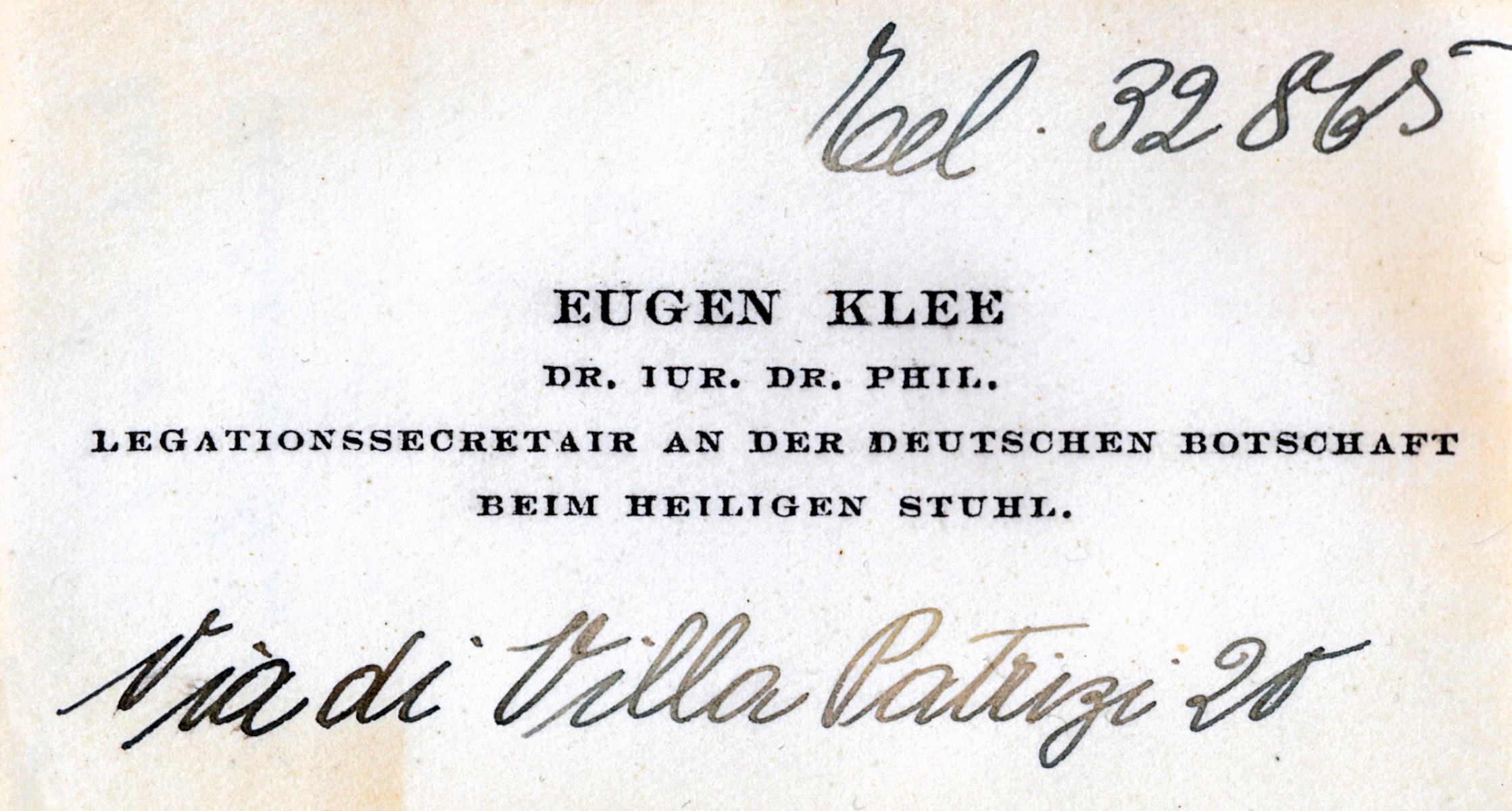
Visitenkarte (1924)

Eugen Klee, dessen Vater ein Weingut betrieb, besuchte zunächst die Höhere Stadtschule in Cochem und das Gymnasium in Brühl. 1907 absolvierte er das Abitur am Kaiserin-Augusta-Gymnasium in Koblenz. Anschließend studierte er Rechts- und Staatswissenschaften an den Universitäten Lausanne, München, Berlin und Halle. Eugen Klee stellte Studien in Frankreich, Spanien und Italien an.
Klee war Referendar beim Oberlandesgericht Naumburg. Klee wurde an der Ernst-Moritz-Arndt-Universität Greifswald zum Doktor der Rechtswissenschaften und an der Albertina (Königsberg) zum Dr. phil. promoviert. Klee war Referendar beim Amtsgericht Cochem und später beim Landgericht Berlin.
1914 meldete sich Klee als Kriegsfreiwilliger, wurde als nichtfelddienstfähig ausgemustert und als Referendar beim Kriegsgericht des Gardekorps eingesetzt.
1918 wurde Klee als Attaché in den auswärtigen Dienst aufgenommen. 1920 wurde Klee als Legationssekretär an der Botschaft des Deutschen Reichs beim Heiligen Stuhl akkreditiert und 1924 zum Gesandtschaftsrat befördert. 1926 wurde er am Generalkonsulat in New York akkreditiert.
1928 kehrte Klee nach Berlin zurück, wo er im Auswärtigen Amt zunächst stellvertretender Chef des Protokolls war, nach einem Jahr wurde er Legationsrat 1. Klasse in der Politischen Abteilung. 1931 wechselte er als Botschaftsrat zur Botschaft am Vatikan. Dort war er am 20. Juli 1933 Geschäftsträger ad interim beim Heiligen Stuhl und nahm an der Unterzeichnung des Reichskonkordates im Vatikan teil. Am 10. September 1933 tauschte Eugen Klee mit Pacelli die Ratifikationsurkunden des Reichskonkordates aus.
1936 erfolgte die Berufung zum Gesandten in Ecuador mit Dienstsitz in Quito. Dieses Amt hatte er bis 1942 inne, als die diplomatischen Beziehungen abgebrochen wurden. Über einen Diplomatenaustausch kehrte er über New York und Lissabon nach Deutschland zurück. 1943 wurde er für die Archivkommission des Auswärtigen Amtes in Paris zugeteilt. Im Jahr darauf wurde er zur Disposition gestellt.
1947 wurde Klee von der rheinland-pfälzischen Landesregierung zunächst kommissarisch, 1948 schließlich offiziell zum Landrat des Landkreises Alzey ernannt. Dieses Amt übte er bis 1952 aus.
Im Mai 1952 berief das in Bonn wiedererrichtete Auswärtige Amt Klee zum Gesandten 1. Klasse für Mittelamerika. Dabei war er für El Salvador, Nicaragua, Costa Rica, Panama, Guatemala und Honduras zuständig. In dieser Position richtete er vier Gesandtschaften in San Salvador, wo er auch seinen Dienstsitz hatte, in San José, Managua und Panama-Stadt ein. Im Dezember 1954 erhielt er den Titel eines Botschafters, behielt ihn aber nur einen Monat lang, bis er von Bernd Mumm von Schwarzenstein abgelöst wurde.
Eugen Klee war mit Marie-Elisabeth Klee (1922–2018) verheiratet, die er in Paris kennenlernte und als seine Sekretärin tätig war. Die Heirat erfolgte am 2. Mai 1945 in Miesbach. In der Zwischenkriegszeit gehörte er der Zentrumspartei an, bei der er zwischenzeitlich im Generalsekretariat tätig war. Nach dem Krieg wurde er Mitglied der CDU.

## Ehrungen
- 1955: Großes Verdienstkreuz mit Stern der Bundesrepublik Deutschland